# Liste der denkmalgeschützten Objekte in Rohr im Kremstal
Die Liste der denkmalgeschützten Objekte in Rohr im Kremstal enthält die denkmalgeschützten, unbeweglichen Objekte der Gemeinde Rohr im Kremstal im oberösterreichischen Bezirk Steyr-Land.

## Denkmäler
| Foto |                 | Denkmal                                                                 | Standort                                      | Beschreibung | Metadaten |
| ---- | --------------- | ----------------------------------------------------------------------- | --------------------------------------------- | --- | --- |
| ja   | Datei hochladen | Pfarrhof HERIS-ID: 18773 Objekt-ID: 15068                               | Kirchenstraße 2 Standort KG: Fierling         | Der 1785 fertiggestellte Pfarrhof von Rohr ist aus Steinen des ehemaligen Schlosses Hehenberg entstanden und war bis 1950 auch das Volksschulgebäude von Rohr. Bevor die Pfarre Rohr unter Joseph II. gegründet wurde, betreuten Patres aus dem nahen Stift Kremsmünster die Filialkirchen Rohr und Oberrohr und es war vorher kein Pfarrhaus vonnöten. Der Pfarrer der neuen Pfarre wohnte daher zuerst auf einem Bauerngut in Rohr. | BDA-Hist.: Q37845858 Status: § 2a Stand der BDA-Liste: 2025-06-30 Name: Pfarrhof GstNr.: .14 Pfarrhof, Rohr im Kremstal                                                       |
| ja   | Datei hochladen | Kath. Pfarrkirche Mariae Himmelfahrt HERIS-ID: 18767 Objekt-ID: 15062   | Kremsmünsterer Straße 8 Standort KG: Fierling | Die Pfarrkirche von Rohr steht auf den Grundmauern der Kapelle der vermutlich im 12. Jahrhundert erbauten, ehemaligen Feste von Rohr. Die Kapelle war laut einer päpstlichen Urkunde spätestens ab 1179 im Besitz des Stiftes Kremsmünster. Die alte Mutterpfarre Kirchberg führte Rohr, damals noch Niederrohr genannt, zusammen mit Oberrohr als Filialkirchen. 1660 begann man mit dem Abriss der Schlosskapelle. Anschließend ließ der damalige Abt von Kremsmünster Placidius Buechauer die Pfarrkirche errichten. Den Glockenturm baute man im Jahre 1674. Von besonderer Bedeutung ist das Hochaltarbild, ein Werk der Kremser Schmidt. Ursprünglich war es im Besitz des Stiftes Spital am Pyhrn. Bei dessen Auflösung verteilte man die Güter und die Pfarre Rohr bekam das Bild geschenkt. Wichtigstes Kunstwerk in der Kirche ist die aus dem 17. Jahrhundert stammende Monstranz der Pfarre. Sie ist die letzte Erinnerung an die Kirche am Wolfgangstein, welche der josephinischen Neuordnung zum Opfer fiel. | BDA-Hist.: Q23541868 Status: § 2a Stand der BDA-Liste: 2025-06-30 Name: Kath. Pfarrkirche Mariae Himmelfahrt GstNr.: .11 Pfarrkirche Mariä Himmelfahrt, Rohr im Kremstal      |
| ja   | Datei hochladen | Kath. Filialkirche hll. Peter und Paul HERIS-ID: 18774 Objekt-ID: 15069 | gegenüber Oberrohr 3 Standort KG: Fierling    | Die Filialkirche Oberrohr wurde im Jahre 1476 anlässlich der VII. Säkularfeier des Stiftes Kremsmünster gebaut und 1490 um eine Vorhalle erweitert. Oberrohr gehört zu den schönsten und besterhaltenen gotischen Kirchen in Oberösterreich. Sie besteht aus einem Langhaus und einem dreijochigen Chor mit einem Netzrippengewölbe. Der größte Schatz der Kirche ist eine romanisch Statue des hl. Petrus, deren Original aber im Stift Kremsmünster verwahrt wird. | BDA-Hist.: Q37845873 Status: § 2a Stand der BDA-Liste: 2025-06-30 Name: Kath. Filialkirche hll. Peter und Paul GstNr.: .48 Filialkirche hll. Peter und Paul, Rohr im Kremstal |

## Ehemalige Denkmäler
| Foto |                 | Denkmal                                     | Standort                        | Beschreibung | Metadaten |
| ---- | --------------- | ------------------------------------------- | ------------------------------- | ------------ | --- |
| ja   | Datei hochladen | Bauernhof (Anlage) Objekt-ID: 15070bis 2013 | Krottendorf 8 Standort KG: Rohr |              | BDA-Hist.: Q55368235 Status: Bescheid Stand der BDA-Liste: 2013-06-28 Name: Bauernhof (Anlage) GstNr.: .67 Rohr im Kremstal Bauernhof |